# Slovenska republiška liga 1946
La Slovenska republiška nogometna liga 1946. (it. "Campionato calcistico della Repubblica di Slovenia 1946") fu la prima edizione del campionato della Repubblica Popolare di Slovenia.
Il torno venne vinto dal Lendava, al suo primo titolo nella manifestazione. Grazie a questa vittoria, questo club (che il 25 luglio 1946 cambiò il nome in "Nafta") ottenne l'accesso alla Prva Liga 1946-1947, la prima edizione del campionato jugoslavo del dopoguerra. 
Lo Železničar Maribor, secondo classificato grazie al quoziente-reti, partecipò agli spareggi per un ulteriore posto in Prva Liga, ma venne eliminato al primo turno.

## Avvenimenti
Dopo la seconda guerra mondiale il calcio dovette essere riorganizzato poiché tutte le organizzazioni prebelliche erano state abolite o sciolte, molti campi erano stati distrutti e la maggior parte dei club era inattivo. La principale squadra, lo SK Lubiana, subito dopo la liberazione della città, il 20 maggio 1945, disputò un'amichevole contro la squadra del 7º corpo d'armata, di fronte a 1500 spettatori. Ma, insieme agli altri, il club venne presto sciolto dalle nuove autorità comuniste. Il 3 giugno venne fondato il Comitato per la cultura fisica della Slovenia (Fizkulturni odbor Slovenije, FOS), presto ribattezzato Associazione di cultura fisica della Slovenia (Fizkulturna Zveza Slovenije, FZS).

Nel primo anno sono state disputate solamente gare amichevoli. Nella primavera del 1946 venne organizzato un torneo per stabilire quale sarebbe stata la rappresentante slovena nel massimo campionato jugoslavo. Questo torneo consisteva in tre fasi: una di qualificazione a livello regionale, poi un turno di spareggi fra le compagini che hanno superato la prima fase, ed infine un girone finale.

## Squadre partecipanti
| Squadra            | Qualificazioni       | Qualificazioni |
| Squadra            | Gruppo               | Piazzamento    |
| ------------------ | -------------------- | -------------- |
| Lendava            | Distretto di Maribor | 2º             |
| Olimp Celje        | Distretto di Celje   | 2°             |
| Rudar Trbovlje     | Distretto di Celje   | 1°             |
| Železničar Lubiana | Lubiana città        | 1°             |
| Železničar Maribor | Distretto di Maribor | 3º             |

## Classifica
|  | Pos. | Squadra            | Pt | G | V | N | P | GF | GS | QR    |
|  | ---- | ------------------ | -- | - | - | - | - | -- | -- | ----- |
|  | 1.   | Lendava            | 13 | 8 | 6 | 1 | 1 | 16 | 11 | 1,454 |
|  | 2.   | Železničar Maribor | 11 | 8 | 4 | 3 | 1 | 17 | 8  | 2,125 |
|  | 3.   | Železničar Lubiana | 11 | 8 | 5 | 1 | 2 | 21 | 10 | 2,100 |
|  | 4.   | Rudar Trbovlje     | 4  | 8 | 2 | 0 | 6 | 10 | 16 | 0,625 |
|  | 5.   | Olimp Celje        | 1  | 8 | 0 | 1 | 7 | 7  | 26 | 0,269 |

Legenda:
      Ammesso alla Prva Liga 1946-1947.
  Partecipa agli spareggi per la Prva Liga 1946-1947.
      Retrocessa nella divisione inferiore.
Note:
Due punti a vittoria, uno a pareggio, zero a sconfitta.

## Risultati
19.05.1946. Lendava – Železničar Lubiana 2–1, Železničar Maribor – Rudar Trbovlje 3–1

25.05.1946. Železničar Lubiana – Rudar Trbovlje 1–0, Olimp Celje – Železničar Maribor 1–1

30.05.1946. Rudar Trbovlje – Olimp Celje 3–0, Lendava – Železničar Maribor 2–0

02.06.1946. Olimp Celje – Železničar Lubiana 1–3, Lendava – Rudar Trbovlje 3–1

09.06.1946. Železničar Lubiana – Železničar Maribor 1–2, Lendava – Olimp Celje 2–1

16.06.1946. Železničar Lubiana – Lendava 4–0, Železničar Maribor – Rudar Trbovlje 2–0

20.06.1946. Železničar Maribor – Olimp Celje 7–1, Železničar Lubiana – Rudar Trbovlje 3–1

23.06.1946. Železničar Maribor – Lendava 0–0

30.06.1946. Železničar Lubiana – Olimp Celje 6–2, Lendava – Rudar Trbovlje 4–3

07.07.1946. Olimp Celje – Lendava 1–3, Železničar Maribor – Železničar Lubiana 2–2

21.07.1946. Olimp Celje – Rudar Trbovlje 0–1

## Spareggi-promozione
Le migliori squadre piazzate che non ebbero ottenuto l'ammissione alla Prva liga, si sfidarono per un posto nella lega. Vinse il Metalac Belgrado, ma successivamente venne ripescata anche la Lokomotiva Zagabria.
```
Primo turno:

21.07.1946   Niš:        Lovćen Cetinje – Makedonija Skopje        3-0 (per forfait)
21.07.1946   Sisak:      Borac Banja Luka – Železničar Maribor     2-1

Secondo turno:

28.07.1946   Cetinje:    Lovćen Cetinje – Borac Banja Luka         5-1
28.07.1946   Novi Sad:   Sloga Novi Sad – Metalac Belgrado         0-2
04.08.1946   Banja Luka: Borac Banja Luka – Lovćen Cetinje         1-5
06.08.1946   Belgrado:   Metalac Belgrado – Sloga Novi Sad         1-1

Terzo turno:

11.08.1946   Cetinje:    Lovćen Cetinje – Metalac Belgrado         0-2
15.08.1946   Belgrado:   Metalac Belgrado – Lovćen Cetinje         6-3

Finale:

18.08.1946   Zagabria:   Lokomotiva Zagabria – Metalac Belgrado    0-2
22.08.1946   Belgrado:   Metalac Belgrado – Lokomotiva Zagabria    2-0
```